# Associazione Calcio Bellaria Igea Marina 2007-2008
Questa voce raccoglie le informazioni riguardanti il Bellaria Igea Marina nelle competizioni ufficiali della stagione 2006-2007.

## Stagione
Le quote di maggioranza della società sono state rilevate dall'imprenditore romagnolo Sauro Nicolini, con l'ex presidente Luigino Lucci e lo speaker Stelio Neri ora semplici soci di minoranza. Il primo importante intervento di Nicolini è stato il ritorno a Bellaria di Varrella, non in qualità di allenatore, ma di direttore tecnico, di fatto con competenze e poteri gestionali assoluti. In campo va il vice di sempre di Varrella, Giovanni Ceccarelli, che però non ha il patentino per allenare in C2 e che per questo ricopre il ruolo di vice di Luca Fusi, nelle due passate stagioni tecnico del Cesena Primavera e vecchia gloria della Nazionale e del Napoli ai tempi di Maradona.

## Rosa
| N. |                   | Ruolo | Calciatore          |
| -- | ----------------- | ----- | ------------------- |
|    | Italia (bandiera) | P     | Andrea Pozzi        |
|    | Italia (bandiera) | P     | Filippo Spitoni     |
|    | Italia (bandiera) | P     | Simone Placuzzi     |
|    | Italia (bandiera) | D     | Omar Leonarduzzi    |
|    | Italia (bandiera) | D     | Michele Camillini   |
|    | Italia (bandiera) | D     | Matteo Camillini    |
|    | Italia (bandiera) | D     | Luca Cacioli        |
|    | Italia (bandiera) | D     | Alessandro Ligi     |
|    | Italia (bandiera) | D     | Stefano Fraternali  |
|    | Italia (bandiera) | D     | Luca Lagnese        |
|    | Italia (bandiera) | D     | Francesco Zanardini |

| N. |                      | Ruolo | Calciatore        |
| -- | -------------------- | ----- | ----------------- |
|    | Italia (bandiera)    | D     | Manuel Ferrani    |
|    | Italia (bandiera)    | C     | Marco Brighi      |
|    | Italia (bandiera)    | C     | Renzo Tasso       |
|    | Italia (bandiera)    | C     | Andrea Montanari  |
|    | Italia (bandiera)    | C     | Giovanni D'Andria |
|    | Italia (bandiera)    | C     | Nicola Mazzotti   |
|    | Italia (bandiera)    | C     | Franco Rinaldi    |
|    | Argentina (bandiera) | A     | Juanito Gómez     |
|    | Italia (bandiera)    | A     | Franco Chiavarini |
|    | Italia (bandiera)    | A     | Paolo Zanardo     |
|    | Italia (bandiera)    | A     | Andrea Moretti    |

## Risultati

### Campionato

#### Girone di andata
| 26 agosto 2007 1ª giornata | Bellaria Igea Marina | 0 – 0 | Sansovino |  |

| 2 settembre 2007 2ª giornata | Giulianova | 0 – 0 | Bellaria Igea Marina |  |

| 9 settembre 2007 3ª giornata | Bellaria Igea Marina | 3 – 2 | SPAL |  |

| 16 settembre 2007 4ª giornata | Poggibonsi | 0 – 0 | Bellaria Igea Marina |  |

| 23 settembre 2007 5ª giornata | Bellaria Igea Marina | 1 – 1 | Prato |  |

| 30 settembre 2007 6ª giornata | Reggiana | 2 – 1 | Bellaria Igea Marina |  |

| 7 ottobre 2007 7ª giornata | Bellaria Igea Marina | 2 – 2 | Viterbese |  |

| 14 ottobre 2007 8ª giornata | Castelnuovo | 0 – 0 | Bellaria Igea Marina |  |

| 21 ottobre 2007 9ª giornata | Bellaria Igea Marina | 2 – 1 | Carrarese |  |

| 28 ottobre 2007 10ª giornata | Viareggio | 1 – 1 | Bellaria Igea Marina |  |

| 1º novembre 2007 11ª giornata | Bellaria Igea Marina | 1 – 1 | Bassano Virtus |  |

| 4 novembre 2007 12ª giornata | Rovigo | 2 – 3 | Bellaria Igea Marina |  |

| 11 novembre 2007 13ª giornata | Bellaria Igea Marina | 1 – 1 | Cuoiopelli |  |

| 18 novembre 2007 14ª giornata | Gubbio | 1 – 0 | Bellaria Igea Marina |  |

| 25 novembre 2007 15ª giornata | Bellaria Igea Marina | 2 – 1 | San Marino |  |

| 2 dicembre 2007 16ª giornata | Portogruaro-Summaga | 1 – 0 | Bellaria Igea Marina |  |

| 9 dicembre 2007 17ª giornata | Bellaria Igea Marina | 1 – 2 | Teramo |  |

#### Girone di ritorno
| 16 dicembre 2007 18ª giornata | Sansovino | 1 – 1 | Bellaria Igea Marina |  |

| 23 dicembre 2007 19ª giornata | Bellaria Igea Marina | 2 – 0 | Giulianova |  |

| 13 gennaio 2008 20ª giornata | SPAL | 0 – 2 | Bellaria Igea Marina |  |

| 20 gennaio 2008 21ª giornata | Bellaria Igea Marina | 1 – 1 | Poggibonsi |  |

| 27 gennaio 2008 22ª giornata | Prato | 1 – 1 | Bellaria Igea Marina |  |

| 10 febbraio 2008 23ª giornata | Bellaria Igea Marina | 0 – 0 | Reggiana |  |

| 17 febbraio 2008 24ª giornata | Viterbese | 0 – 2 | Bellaria Igea Marina |  |

| 24 febbraio 2008 25ª giornata | Bellaria Igea Marina | 0 – 0 | Castelnuovo |  |

| 2 marzo 2008 26ª giornata | Carrarese | 0 – 0 | Bellaria Igea Marina |  |

| 9 marzo 2008 27ª giornata | Bellaria Igea Marina | 2 – 0 | Viareggio |  |

| 16 marzo 2008 28ª giornata | Bassano Virtus | 3 – 0 | Bellaria Igea Marina |  |

| 22 marzo 2008 29ª giornata | Bellaria Igea Marina | 3 – 3 | Rovigo |  |

| 6 aprile 2008 30ª giornata | Cuoiopelli | 0 – 0 | Bellaria Igea Marina |  |

| 13 aprile 2008 31ª giornata | Bellaria Igea Marina | 1 – 1 | Gubbio |  |

| 20 aprile 2008 32ª giornata | San Marino | 0 – 2 | Bellaria Igea Marina |  |

| 27 aprile 2008 33ª giornata | Bellaria Igea Marina | 2 – 3 | Portogruaro-Summaga |  |

| 4 maggio 2008 34ª giornata | Teramo | 3 – 1 | Bellaria Igea Marina |  |